# Нападения акул в Шарм-эш-Шейхе (2010)

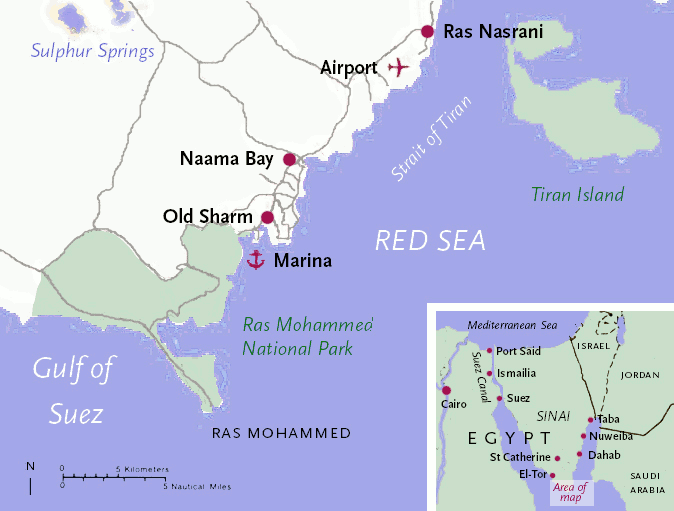
Карта Шарм-эш-Шейха. Нападения произошли в водах залива Наама, в нескольких километрах к северу от курорта Рас-Насрани (رأس نصراني)

Нападения акул в Шарм-эш-Шейхе (30 ноября — 5 декабря 2010 года) — серия нападений акул на купальщиков, отдыхающих в окрестностях курорта Шарм-эш-Шейх в Египте на побережье Красного моря. В результате нападений три гражданина РФ (48, 54 и 70 лет) и один гражданин Украины (49 лет) получили серьёзные ранения, в некоторых случаях приведшие к ампутациям конечностей. 5 декабря 2010 года 71-летняя гражданка Германии погибла от полученных увечий. Данные инциденты широко освещались международными, в том числе российскими СМИ как «беспрецедентные», им был посвящён один выпуск программы «Пусть говорят».

## Версии причин
Эксперты-океанологи выдвигали различные версии по поводу причин, побудивших акул (или акулу) к нападению. Среди них губернатор Южного Синая Мухаммад Абдель Фадиль Шуша назвал выброс в море мёртвых туш с грузовых кораблей, перевозивших живых животных в окрестностях курорта. Одной из причин нападений акул Олег Божок, руководитель ассоциации «Подводные экспедиции», назвал необычно тёплую воду для конца ноября/начала декабря, которая вызывает у акул сильное желание есть, а при похолодании воды акулы мигрируют от побережья Шарм-эш-Шейха. Таким образом, вероятность встретить акул в холодной воде в зимние месяцы, когда вода уже успевает остыть, гораздо меньше. Другой возможной причиной директор природных заповедников Синайского полуострова Мохаммед Салем назвал бесконтрольную рыбную ловлю и прикармливание акул. Видео прикармливания акул было показано на Nat Geo Wild и было одним из материалов уголовного дела против инструкторов по дайвингу, которые этим занимались. Губернатор Шуша назвал данные инциденты возможной провокацией «Моссада», выпустивших акул-людоедов в море с целью разрушить туристическую индустрию Египта.

## Статистика прошлых нападений акул на купальщиков на курортах Египта
Статистика прошлых нападений акул на человека в Египте на курортах Красного моря говорит о том, что случаи 2010 года отнюдь не единичны, а развитая в СМИ истерия несоразмерна случившемуся.
- В феврале 2004 года туристы из Эстонии были атакованы акулой в Шарм-эш-Шейхе[7].
- В июле того же года акула в Дахабе откусила туристке из Швейцарии кисть руки[7].
- Осенью 2007 года 18-летней девушке из России акула сильно покусала ногу[8].
- В июне 2009 года в Марса-эль-Аламе акула убила туристку из Франции[9].

16 декабря 2010 года македонское новостное агентство MINA (macedoniaonline.eu) распространило шутку о том, якобы пьяный серб, прыгая с вышки в воду, упал на голову той самой акуле, которая нападала на людей. 19 декабря «шутку» перепечатала газета New York Post. Рассказ про необычную гибель акулы-«убийцы» тут же распространился по всему миру, в том числе и в России, и с каждым разом обрастал новыми подробностями.